# روریکو آسائوکا

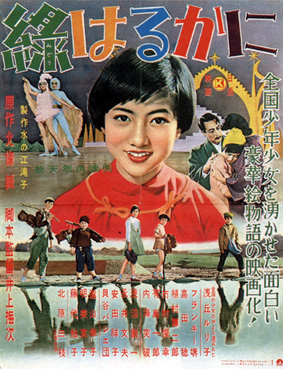
روریکو آسائوکا در سن ۱۴ سالگی as she appeared at movie poster Midori haruka ni (۱۹۵۵), که اولین فیلم وی بود.

روریکو آسائوکا (انگلیسی: Ruriko Asaoka) (زادهٔ ۲ ژوئیه ۱۹۴۰ در چانگچون) یک هنرپیشه اهل ژاپن است.